# Trondheim
Trondheim (tidligere Nidaros og Trondhjem) er en bykommune i Trøndelag. Det er den tredje folkerigeste kommune i Norge med 207.015 indbyggere i 2020. Kommunen blev i 1964 slået sammen med nabokommunerne Byneset, Strinda, Tiller og Leinstrand. Fra 2020 bliver den tidligere selvstændige kommune Klæbu lagt sammen med Trondheim.
Byens centrum (Midtbyen) ligger mellem Nidelven og Trondheimsfjorden. Kommunen grænser i øst mod Malvik, i syd mod Selbu og Melhus, og mod nord mod Rissa og Leksvik i Trondheimsfjorden
Byen blev ifølge sagaerne grundlagt af Olav Tryggvason i 997 som handelspost, og den var Norges hovedstad fra vikingetiden til 1217. Fra 1152 til 1537 var den sæde for Nidaros ærkebispedømme; herefter blev byen sæde for Nidaros Stift med Nidaroskatedralen som hovedkirke. Trondheim blev etableret som by med Formandskabsdistrikt-loven i 1838. Den nuværende kommune blev dannet i 1964, hvor Trondheim blev slået sammen med Byneset, Leinstrand, Strinda og Tiller Kommune, og den blev udvidet yderligere 1. januar 2020, hvor Klæbu også blev en del af kommunen. Byen fejrede sit 1000-årsjubilæum i 1997.
Trondheim har et mildt klima for sin beliggenhed, hvilket resulterer i moderate somre og vintre der ofte er over frysepunktet tæt ved havet. På højere stede ri byen kan der dog være koldere og mere snefyldt mikroklima.
Trondheim er den største by i Trøndelag fylke og et etableret regionscenter for hele Midt-Norge. Dog ligger fylkes administrationscetrum i Steinkjer.
Trondheim huser blandt andet landets største universitet (NTNU), Nidarosdomen, Kristiansten fæstning, St. Olavs Hospital, Trondheim Kunstmuseum og Rockheim. Landets mest succesfulde fodboldklub Rosenborg BK ligger i Trondheim, og det samme gør Granåsen Ski Centre, der var vært for verdensmesterskabet i Nordiske discipliner.

## Historie
Man regner med, at byen blev grundlagt i år 997 af Olav Tryggvason. Arkæologiske fund tyder på, at der var en betydelig bebyggelse ved Nidelvens udløb med gårde og pakhuse.
I slutningen af 1000-tallet voksede byen hurtigt. I 1070 begyndte bygningen af en stenkirke, der senere udviklede sig til Nidarosdomen over Olav den Helliges grav. Kirken stod færdig omkring år 1320. Trondheim blev sæde for den norske ærkebiskop, da Norge blev en selvstændig kirkeprovins i 1152, hvilket øgede byudviklingen yderligere, og fra 1200-tallet kender vi næsten 20 kirker under sædet. Der blev også anlagt en bro over Nidelven omtrent der, hvor Elgeseter bro ligger og en række klostre, blandt andet på Elgeseter, Bakke og Munkholmen.
I 1219 oplevede Trondheim den første kendte brand, og nogle år senere i 1295 blev store dele af byen ødelagt af endnu en brand.
Reformationen blev fuldført, da den sidste katolske ærkebiskop, Olav Engelbrektsson, måtte flygte fra landet i 1537.
Fra 1600-tallet kom øget handel byen til gode. Byen begyndte at vokse mod vest, og den første bebyggelse på Bakklandet opstod. I 1681 lagde den såkaldte Hornemansbrand store dele af Trondheim øde. Christian V bestemte da, at der skulle laves en helt ny byplan for Trondheim, som bedre sikrede den i tilfælde af brand. Opgaven fik den luxembourgske generalmajor Johan Caspar de Cicignon. Han tegnede en byplan med brede og lige gader og et centralt torv. Trondheims byplan regnes som det fineste eksempel på barokkens byplansidealer i Norge.
Der opstod flere store brande i 1700- og 1800-tallet (særlig i 1708, 1841 og 1842). Det medførte krav om grundmurede huse i byens centrum. Inden det blev vedtaget, blev byen hurtigt genopbygget i træ. Mange af træbygningerne i centrum stammer fra midten af 1800-tallet.
Efter 2. verdenskrig måtte store dele af den gamle bebyggelse vige til fordel for nye virksomheder. Cicignons byplan fra slutningen af 1600-tallet er stadig ganske fremtrædende i dagens Trondheim.

## Bynavn og byområde
Beliggenheden ved udmundingen af elven Nid (Nidelven) gjorde stedet kendt som Nidaros, der betyder Nid-å's-udløb. Ved oprettelsen af Nidaros ærkebispedømme i 1152 førte en fejltolkning til, at byens navn i Vatikanet blev til Trundum (Trundensis). Det fik Eirik Ivarsson rettet op på, og fra 1192 hedder byen Nidaros både i Nidaros, Norge og i Rom. Nidaros-navnet på byen forsvandt senere af flere grunde, først og fremmest fordi ærkebispesædet forsvandt i 1537, men navnet er brugt helt frem til 1700-tallet.
Trondheim(en) var oprindelig navnet på de otte trønderske fylker, nutidens Trøndelag. Navnet betyde egentlig «landet (hjemmet), der vokser frodigt». I senmiddelalderen blev Kaupangen i Trondheimen, altså handelspladsen i Trøndelag, også brugt som bynavn og kortformen Trondheimen blev anvendt parallelt med Nidaros. Under unionen med Danmark blev det fordansket til T(h)rondhjem og Trondhjems len for Trondheims len, så det navn var i brug fra 1500-tallet.
I 1925-1930 blev flere bynavne fornorsket som led i den sproglige nationalisme, der var udbredt i Norge i første del af det 20. århundrede (1925: Oslo, 1927: Halden, 1930: Stavern). Ved lov af 14. juni 1929 blev det bestemt, at byen Trondhjem fra 1. januar 1930 skulle have Nidaros som officielt navn. Det var i 1928 afholdt en folkeafstemning om bynavnet. Her stemte 17.163 mod ændring og 1.508 for. Befolkningen og bystyret, der ønskede at beholde Trondhjem som navn, følte sig overset og protesterede i vid udstrækning.
Etter en ophidset navnestrid blev sagen taget op på ny i Stortinget. Det endte med et kompromis: Ved lov af 6. marts 1931 med virkning fra samme dag blev formen Trondheim indført, et «fornorsket» kompromisforslag lanceret af Ivar Lykke, en lokal købmand, statsminister 1926-28 og stortingsrepræsentant 1915-35.
Trånnhjæm (-em) er imidlertid en hyppig forekommende udtale af bynavnet blandt byens befolkning, og navneformen er stadig i brug som navn på (nye og gamle) foreninger og virksomheder. Så sent som i 2007 ønskede en bystyrerepræsentant at blæse liv i diskussionen om bynavnet.
Trondheim hedder på sydsamisk Tråante. Tidligere blev skrivemåden Drontheim brugt på tysk, idet man mente, at det gjorde korrekt udtale lettere, men denne skrivemåde er gradvis gået ud af brug.

### Træhusbyen
Trondheim har den længste sammenhængende træhusbebyggelse i Norden og omtales af den grund sin træhusbyen. Man kan trække en mere eller mindre uafbrudt linje gennem træhusbebyggelser fra fisker- og arbejderstrøget i Ilsvikøra i vest, via 1840-talsbebyggelsen i Sanden og Løkkan, bryggerækkerne og træhusbebyggelsen i Nerbyen, bryggen i Kjøpmannsgata, træhusene i Bakklandet, Rosenborgbebyggelsen og arbejderboligerne i Lademoen til Reina i øst.
De er bygget i forskellige perioder fra tidligt i 1700-tallet og med overvægt fra sidste halvdel af 1800-tallet.

## Geografi
Undergrunden i kommunen består af metamorfe bjergarter med enkelte undtagelser. Byen ligger i Trondheimsfeltet, som præges af kaledonske skiferbjergarter.
Nidelven løber igennem byen fra syd mod nord og munder ud i Trondheimsfjorden. På den flade landtange, som dannes ved elvens udløb, ligger byens centrum. Videre østover mod fjorden præges landskabet af lavland og kulturlandskab, som derfra går videre til højere plateauer. Rundt om Jonsvatnet i sydøst er landskabet præget af bakker med en højde på omtrent 400 meter. Sydvest for Nidelven ligger Heimdalsplateauet, og videre mod vest findes flade og frugtbare områder med lerjord med store landbrugsområder.
Omkring Bymarka findes de højeste områder i kommunen, med blandt andre den 552 meter høje Gråkallen og Storheia, som rager 566 meter i vejret.

### Klima
Trondheim har et mildt og fugtigt klima præget af byens beliggenhed i udkanten af Vestenvindsbæltet. Byen ligger i den tempererede klimazone. Beliggenheden mellem den varme luft i syd og den kolde i nord giver et noget ustabilt klima.
| Vejr for Trondheim                        | Vejr for Trondheim | Vejr for Trondheim | Vejr for Trondheim | Vejr for Trondheim | Vejr for Trondheim | Vejr for Trondheim | Vejr for Trondheim | Vejr for Trondheim | Vejr for Trondheim | Vejr for Trondheim | Vejr for Trondheim | Vejr for Trondheim | Vejr for Trondheim |
|                                           | Jan                | Feb                | Mar                | Apr                | Maj                | Jun                | Jul                | Aug                | Sep                | Okt                | Nov                | Dec                | År                 |
| ----------------------------------------- | ------------------ | ------------------ | ------------------ | ------------------ | ------------------ | ------------------ | ------------------ | ------------------ | ------------------ | ------------------ | ------------------ | ------------------ | ------------------ |
| Gennemsnitlig maks °C                     | 0,1                | 1                  | 4,7                | 7,8                | 14,1               | 17,3               | 18,4               | 17,8               | 13,6               | 9,1                | 3,7                | 1,5                | 9,1                |
| Gennemsnitlig °C                          | −2,3               | −1,4               | 1,2                | 4,3                | 9,4                | 12,1               | 14,4               | 13,2               | 10                 | 6,4                | 1,4                | −1,1               | 5,6                |
| Gennemsnitlig min °C                      | −6,5               | −5,7               | −3                 | 0,3                | 5                  | 8,8                | 10,3               | 9,8                | 6,6                | 3,3                | −2                 | −4                 | 1,9                |
| Gennemsnitlig nedbør mm                   | 63                 | 52                 | 54                 | 49                 | 53                 | 68                 | 94                 | 87                 | 113                | 104                | 71                 | 84                 | 892                |
| Kilde (23. januar 2014): worldweather.org |                    |                    |                    |                    |                    |                    |                    |                    |                    |                    |                    |                    |                    |

## Demografi
Trondheim har 205.163 indbyggere (1. januar 2020). Den 30. september 2009 blev byens indbygger nummer 170.000 født. Hvis man medregner de studerende, som ikke melder flytning til byen, er det faktiske indbyggertal væsentligt højere. I 2019 var der i alt 37.400 registrerede studerende ved uddannelsesinstitutionerne NTNU og Dronning Mauds Minne (DMMH). Dertil kommer en række mindre uddannelsesinstitutioner. I en kommunal rapport fra november 2006 anslås det, at kun 8.000 af disse studerende har deres folkeregisteradresse i Trondheim. Altså boede der pr. 2011 mindst 23.000 studenter i byen, som ikke regnes med i det officielle folketal.
Trondheim er, målt på indbyggertal, den tredjestørste kommune i Norge, men bliver af SSB regnet som den fjerdestørste bymæssige bebyggelse, da Stavanger og Sandnes regnes som et fælles område. Byen Trondheim havde 186.364 indbyggere pr. 1. januar 2019. Byen har en befolkningstæthed på 2.622 indbyggere pr. kvadratkilometer (pr. 2012), hvilket er den fjerdehøjeste i Norge. Trondheimsregionen havde ca 300.000 indbyggere (2019).
Trondheim er en by i vækst. Befolkningsvæksten har været på 1.200-1.300 i 2008 og 2009. I perioden 1997-2007 steg befolkningen med 700-1.000 hvert år. Nettoindflytningen er også positiv og har været over 1.000 pr. år siden 2005, med 2006 og 2007 som de højeste, med henholdsvis 2.183 og 2.462 personer. I 2010 blev der født omkring 2.600 børn i Trondheim, det højeste tal i 35 år. Borgere med indvandrerbaggrund udgør 13,3 % af byens befolkning (2019).

## Samfund

### Politik

#### Kommunevalget 2011
| Parti                     | Stemmetal | %    |
| ------------------------- | --------- | ---- |
| Arbeiderpartiet           | 35.438    | 39,5 |
| Høyre                     | 24.367    | 27,2 |
| Fremskrittspartiet        | 8.002     | 8,9  |
| Sosialistisk Venstreparti | 5.129     | 5,7  |
| Venstre                   | 5.189     | 5,8  |
| Miljøpartiet De Grønne    | 2.336     | 2,6  |
| Kristelig Folkeparti      | 2.638     | 2,9  |
| Senterpartiet             | 1.861     | 2,1  |
| Rødt                      | 2.660     | 3,0  |
| Pensjonistpartiet         | 1.139     | 1,3  |
| Valgdeltagelse/Total      | 89605     | 66,7 |

#### Stortingsvalget 2013
Ved Stortingsvalget 2013 var der 131.527 stemmeberettigede i Trondheim. Vælgerne afgav 106.095 stemmer. Valgdeltagelsen var dermed 80,7 %. Valgresultatet gav et rødgrønt flertal på 0,4 procentpoint (46,1 % H+Frp+KrF+V, 46,5 % Ap+Sp+SV). Tabellen viser stemmefordelingen:
| Parti                      | Stemmetal | %    |
| -------------------------- | --------- | ---- |
| Arbeiderpartiet            | 38.889    | 36,8 |
| Høyre                      | 25.560    | 24,2 |
| Fremskrittspartiet         | 13.225    | 12,5 |
| Sosialistisk Venstreparti  | 7.572     | 7,2  |
| Venstre                    | 6.690     | 6,3  |
| Miljøpartiet De Grønne     | 4.298     | 4,1  |
| Kristelig Folkeparti       | 3.233     | 3,1  |
| Senterpartiet              | 2.695     | 2,6  |
| Rødt                       | 1.302     | 1,2  |
| Pensjonistpartiet          | 912       | 0,9  |
| Piratpartiet               | 641       | 0,6  |
| De Kristne                 | 231       | 0,2  |
| Demokratene i Norge        | 136       | 0,1  |
| Kystpartiet                | 70        | 0,1  |
| Det Liberale Folkepartiet  | 68        | 0,1  |
| Norges Kommunistiske Parti | 67        | 0,1  |
| Kristent Samlingsparti     | 60        | 0,1  |
| Blanke stemmer             | 446       | -    |
| Valgdeltagelse/Total       | 106 095   | 80,7 |

### Offentlige organer
Trondheim er sæde for Fylkesmannen i Trøndelag, Trøndelag fylkeskommune, Nidaros bispedømme, Domstoladministrationen, Norges geologiske undersøgelse, Direktoratet for arbejdstilsynet, Direktoratet for naturforvaltning, Norsk Institut for Naturforskning og regionale kontorer for mange offentlige styrelser.

#### Hospitalsvæsen
Sygehuset St. Olavs Hospital ligger på Øya. Byen har seminarium inden for sundhedsvidenskab og universitetsuddannelserne i medicin og medicinsk teknologi.

#### Militær
I Trondheim findes følgende militærafdelinger:
- Luftkrigsskolen.
- Rustkammeret.
- Luftforsvarets Musikkorps.

Tidligere havde Trondheim følgende militære afdelinger: Distriktskommando Trøndelag, Befalingsskolen for Infanteriet i Trøndelag, Sør-Trøndelag Regiment og radarstationen Luftforsvarets station Gråkallen på Gråkallen.

### Administrative bydele og distrikter
Trondheim havde tidligere seks administrative distrikter: Sentrum, Strinda, Byåsen, Nardo, Saupstad og Heimdal. Den 1. januar 2005 indførtes en ny inddeling af byen baseret på NAVs organisering.
De nye bydele er:
- Midtbyen, som omfatter centrum, Tyholt, Byåsen, Trolla og Ila.
- Østbyen, som omfatter Møllenberg, Nedre Elvehavn, Lade, Strindheim, Jakobsli, Vikåsen og Ranheim.
- Lerkendal, som omfatter Lerkendal, Nardo, Flatåsen og Moholt.
- Heimdal, som omfatter Heimdal, Byneset, Tiller, Kolstad, Saupstad og Kattem.

### Venskabsbyer
| - Palæstina Ramallah - Israel Petah Tikva - Danmark Odense - Sverige Norrköping - Skotland Dunfermline - Finland Tammerfors - Tyskland Darmstadt - Østrig Graz |  | - Kroatien Split - USA Vallejo - Moldova Tiraspol - Færøerne Klaksvík - Island Kópavogur - Eritrea Keren - Sverige Östersund |

## Erhverv
Byen rummer en del erhverv, hvoraf de fem største virksomheder i fylket er Reitangruppen (omsætning 2005 28.178 millioner norske kroner), TINE, Midt-Norge (omsætning i 2005 3.729 millioner norske kroner), Gilde (omsætning i 2005 3.006 millioner norske kroner), Coop (omsætning i 2005 2.798 millioner norske kroner) og Felleskjøpet (omsætning i 2005 2.508 millioner norske kroner). Derudover findes mange små og mellemstore virksomheder samt kontorfællesskaber. Virksomheder som Fokus Bank, supermarkedskæden Bunnpris og slikproducentetn Nidar har hovedsæde i Trondheim.
Byen har flere storcentre, hvoraf Byhaven, Mercursenteret og Trondheim Torg ligger i centrum, mens Solsiden er placeret lige øst for Niddelven i et nybygget område. Længere fra centrum ligger City Lade, City Syd, Moholt Storsenter, Nardocenteret og Sirkus Shopping.
Detailhandelen ligger især i centrum af byen på Munkegata og sidegade samt langs havnefronten. Disse indbefatter både nationale og internationale kommercielle kæder, men også specialbutikker og genbrugsbutikker som Fretex.
I centrum ligger en hotelkæder som Comfort Hotels, Thon Hotels, Rica Hotels og Radisson Hotels. Et af de ældste og største hoteller er Britannia Hotel i Dronningens gate, der blev opført i 1870 og har næsten 250 værelser. Hotellet er en del af Thon Hotels.

## Infrastruktur og transport
Byen har til alle tider været et vigtigt knudepunkt i Midtnorge og er det i dag mellem jernbane, Hurtigruten og Europavej 6. I middelalderen kom folk ad vejene ind til Nidarosdomen og kongsgården, som lå i Trondheim. I 1500- og 1600-tallet aftog trafikken til Trondheim. I stedet blev byen et stop på vejen for både mennesker og gods til Christiania og resten af Europa.

### Trondheim Havn
Trondheim Havn anløbes af skibe med både gods og passagerer fra ind- og udland. I 2008 havde havnen 4.717 anløb.
Hurtigruten lægger til to gange dagligt i Brattøra, og hurtigbådene fragter passagerer til og fra byområder så langt sydpå som Kristiansund.
I 2008 gik i alt 1,34 millioner ton gods over kajerne i Trondheim.
Havnen drives og forvaltes af Trondheim Havn IKS.

### Nordlige omfartsvej
Nordlige omfartsvej er en øst-vest forbindelse i Trondheim. Krydset i Ila-området stod færdig i april 2007, mens forbindelsen over Brattøra først blev åbnet i slutningen af maj/begyndelsen af juni 2010.

### Bus
Busserne i Trondheim har siden efteråret 2009 været administreret af det fylkeskommunale selskab AtB. De forskellige busruter udliciteres, og den faktiske kørsel udføres af eksempelvis Nettbuss Trondheim (det tidligere kommunale busselskab), Trønderbilene og Tide. Lokalbusserne i Trondheim bruger Nordsøgas som brændstof, og vil så snart som muligt overgå til at køre på klimaneutral biogas.

### Jernbane
Jernbanen kom til Trondheim i 1864, da Trondhjem-Størenbanen blev åbnet for trafik. Dengang lå jernbanestationen på Kalvskinnet lige ved nutidens Elgeseter Bro. Da Meråkerbanen blev anlagt i 1883, åbnede en ny jernbanestation på Brattøra. I dag er stationen både jernbanestation og knudepunkt for regionsbusser.

### Sporvogne
Sporvognslinjen Gråkallbanen har i mange år været omstridt i Trondheims lokalpolitik. Den kommunale drift blev nedlagt i 1988, efter at over 100 millioner kroner var investeret i nye sporvogne og vognhaller. I 1990 blev driften på en mindre strækning genoptaget af et idealistisk græsrodselskab. I 2005 blev Gråkallbanen overtaget af den internationale koncern Veolia. Pr. 2019 er Boreal ansvarlig for driften.
Gråkallbanen er verdens nordligste sporvognslinje.

### Fly
Trondheims lufthavn, Værnes lufthavn, ligger i Stjørdal Kommune i Trøndelag øst for byen. En række flyselskaber flyver til og fra Trondheim, herunder SAS, Norwegian, Widerøe, KLM og Wizz Air.

## Uddannelse
Trondheim er en stor uddannelsesby, og en anseelig del af byens indbyggere er studerende. Norges teknisk-naturvitenskapelige universitet (NTNU), der tilbyder mange tekniske og naturvidenskabelige uddannelser, er landets største universitet og havde 40.000 studerende i 2018. Det blev oprettet i 1996 som en videreføring af Universitetet i Trondheim (UNIT), der igen var blevet oprettet i 1968 ved sammenlægning af Norges tekniske højskole, Norges lærerhøjskole og Videnskabsmuseet. NTNU har et campus i Gløshaugen for tekniske og naturvidenskabelige fag, en campus i Tyholt marine teknik, en campus i Øya, St. Olavs Hospital for medicin og en campus i Dragvoll for humaniora og samfundsvidenskabelige fag. Også Kunstakademiet i Trondheim og Musikkonservatoriet i Trondheim blev indlemmet i NTNU i 1996.
BI Trondheim er satellit-campus for Handelshøyskolen BI, og afdelingen i Trondheim har omkring 1.900 studerende. Både BI og NTNU har mange internationale studerende.
St. Olavs Hospital, der er det regionale hospital for det centrale Norge, ligger i centrum af byen. Det er et universitetshospital, som samarbejder tæt med NTNU både inden for forskning og uddannelse.
SINTEF, der er den største uafhængige forskningsorganisation i Skandinavien har 1.800 ansatte, hvoraf de 1.300 er i Trondheim. Luftforsvarets uddannelsesafdeling ligger i Kuhaugen i Trondheim.
Norges geologiske undersøkelse, der er underlagt Nærings- og fiskeridepartementet, har hovedkvarter i bydelen Lade. Det er en stor geovidenskabelige institution, der har 220 ansatte, hvoraf ca. 70% er forskere.
Dronning Mauds Minne Høgskole for barnehagelærerutdanning uddanner børnehaveklasselærere. Skolen blev grundlagt i 1947, og den har haft flere navne siden da.

### Videregående skoler
Trondheim har følgende 11 videregående skoler: Charlottenlund videregående skole, Bybroen videregående skole (privatskole), Byåsen videregående skole, Gerhard Schønings skole, Heimdal videregående skole, Ladejarlen videregående skole, Skjetlein videregående skole, Strinda videregående skole, Thora Storm videregående skole, Tiller videregående skole, Trondheim katedralskole, Kristen videregående skole Trøndelag (privatskole), Sonans Privatgymnas og Steinerskolen i Trondheim (privatskole).

## Medier
Trondheim er Midtnorges mediecentrum. Byen er domineret af to medievirksomheder: Den børsnoterede mediekoncern Adresseavisen, med hovedkontor i Heimdal, og NRK, som har et af to hovedkontorer samt redaktionen for to landsdækkende radiokanaler i Tyholt.

### Aviser
Trondheim havde tidligt en række aviser, hvoraf kun Adresseavisenhar overlevet. Adressa, der udkom første gang i 1767, er landets ældste. Avisa Trondheim (oprindeligt Arbeider-Avisa) lukkede i 1996. Trondheimsavisa ophørte i 1991 (som dagblad under navnet Nidaros i 1957), Dagsavisa i 1954, Ny Tid i 1947 og 1939, og byens største avis frem til 2. verdenskrigs afslutningen, Dagsposten i 1945.
Gratisavisen Byavisa blev etableret af tidligere ansatte i Avisa Trondheim i 1996, men lukkede i 2016. Mellem januar og august 2008 udkom den nye ugeavis, Arbeideravisa, i 2011 blev denne relanceret som netavis med LO i Trondheim som udgiver. Norges ældste studenteravis Under Dusken udkommer hver 3dje uge.

### TV
Trondheim har én tv-station, NRK1, som sender den lokale nyhedudsendelse Midtnytt. NRK Trøndelag producerer også programmer til landsdækkende tv-udsendelser. Adresseavisen havde tidligere TV-kanalen TV-adressa, der sendte lokale nyheder og TVNorges programmer. Den er nu overgået til udelukkende at være internetbaseret uden faste sendetider. Borettslaget Risvollan har også en egen tv-kanal, TVRisvollan.

### Radio
I Trondheim har NRK hovedsæde for to af sine nationale radiokanaler (NRK P1 og NRK P3) samt musikkanalen NRK mP3. Foruden NRKs lokale udsendelser har Trondheim også en række lokale radiostationer, eksempelvis Radioadressa ejet af Adresseavisen. Studentradion i Trondheim er de studerende i Trondheims egen radiokanal med nære bånd til Studentersamfundet og Studentsamskipnaden i Trondheim.

## Kultur
Trondheim har en rigt kulturliv med mange museer, en stærk musiktradition og flere sportshold og klubber, der konkurrerer på internationalt niveau. Blandt byens seværdigheder kan nævnes: Stiftsgården i Munkegata, Gamle Bybro, Tyholttårnet, Walk of Peace og Bryggen med de mange gamle træhuse ud til Nidelven.

### Museer
Trondheim Kunstmuseum har Norges tredjestørste offentlige samling af kunst, hovedsageligt af norsk kunst fra de sidste 150 år. Nordenfjeldske Kunstindustrimuseum har en stor samling kunsthåndværk og design, herunder et stort antal vægtæpper af den norske kunstner Hannah Ryggen og Norges eneste permanente udstilling af japansk kunsthåndværk. I februar 2025 åbnede PoMo med moderne kunst.
Sverresborg eller Sion efter Kong Davids borg i Jerusalem var en fæstning, der blev bygget af Sverre Sigurdsson i 1182-1183. Den blev brændt ned allerede i 1188, men Sverres saga indikerer, at den blev genopbygget i 1197. Omkring ruinerne er nu bygget frilandsmuseet Trøndelag Folkemuseum med over 60 bygninger, hvoraf den ældste er Haltdalen stavkirke fra 1170'erne. I Trondheimsfjorden ud for byen ligger Munkholmen, der oprindeligt husede et kloster. Det blev siden ombygget til fæstning og fængsel. Peder Griffenfeld tilbragte 18 år i fangeskab her. I sommerhalvåret er der bådture til øen og omvisninger i kasematterne. Øens grønne områder er et populært udflugtsmål for indbyggere i Trondheim. Kristiansten fæstning blev bygget til at forsvare Trondheim mod fjenden fra øst – Sverige. Det lykkedes at slå svenskerne tilbage i 1718 under den Store Nordiske Krig. Frem til 2001 var området militært, men er nu åbent for publikum. I sommerhalvåret er donjonen (hovedtårnet) åbent. Her er udstillet en mindre samling våben og fæstningens historie.
Ærkebispegården ved siden af Nidarosdomen har tre mere eller mindre separate museer. Man kan købe billet til alle tre og domkirken på én gang. Tøjhusmuseet Rustkammeret har våben fra middelalderen til moderne tid og har også en udstilling om hjemmeværnet. I Rigsregalieudstillingen er udstillet Norges rigsregalier fra kroningen af Karl 3. Johan i 1818 og frem til Harald 5. i 1991. Museet Ærkebispegården viser kirkekunst og stenskulpturer fra Nidarosdomen og udgravninger i og omkring Ærkebispegården.
Rockheim (Det nationale oplevelsescenter for pop og rock) åbnede ved havnen i august 2010 og udstiller norsk pop- og rockmusik. Museet ligger i en gammel bygning med en karakteristisk tilbygning på toppen, der er blevet et varemærke for Trondheim. Kassen er dekoreret med tusindvis af små lys, som varierer i farver og mønstre.
Videncenteret i Trondheim er et videnskabeligt science center med mange aktiviteter, hvor publikum kan deltage. Videnskabsmuseet er en afdeling under NTNU med udstillinger om arkæologi, naturhistorie og naturvidenskab.
I udkanten af byen mod øst ligger Ringve Museum, der udstiller omkring 2.000 musikinstrumenter fra hele verden, og Ringve botaniske have med norske nytte- og prydplanter. Desuden kan nævnes Sporveismuseet i Trondheim med sporvogne fra byens to tidligere sporvejsselskaber, det maritime museum Trondhjems Sjøfartsmuseum, Det jødiske museum i Trondheim ved byens synagoge, som er en af de nordligste i verden, Norsk Døvemuseum, der formidler døves sprog og kultur og Norsk Retsmuseum, der er nationalt museum for retshistorie og politi.

### Kirker
Den norske kirke har 21 kirker i Trondheim Kommune. De er alle en del af Nidaros Stift med hovedsæde i Nidarosdomen. Mange af kirkerne er flere hundrede år gamle, og enkelte blev bygget for næsten 1.000 år siden.
| Provsti | Sogn                         | Kirkens navn         | Opført    | Placering      |
| ------- | ---------------------------- | -------------------- | --------- | -------------- |
| Nidaros | Nidaros Domkirke og Vår Frue | Nidarosdomen         | 1070–1300 | Midtbyen       |
| Nidaros | Nidaros Domkirke og Vår Frue | Vor Frue Kirke       | 1200      | Midtbyen       |
| Nidaros | Bakklandet                   | Bakke Kirke          | 1715      | Bakklandet     |
| Nidaros | Lade                         | Lade Kirke           | 1190      | Lade           |
| Nidaros | Lademoen                     | Lademoen Kirke       | 1905      | Lademoen       |
| Byåsen  | Byåsen                       | Byåsen Kirke         | 1974      | Byåsen         |
| Byåsen  | Ilen                         | Ilen Kirke           | 1889      | Ila            |
| Byåsen  | Sverresborg                  | Havstein Kirke       | 1857      | Sverresborg    |
| Heimdal | Byneset                      | Byneset Kirke        | 1180      | Byneset        |
| Heimdal | Heimdal                      | Heimdal Kirke        | 1960      | Heimdal        |
| Heimdal | Kolstad                      | Kolstad Kirke        | 1986      | Kolstad        |
| Heimdal | Leinstrand                   | Leinstrand Kirke     | 1673      | Leinstrand     |
| Heimdal | Tiller                       | Tiller Kirke         | 1901      | Tiller         |
| Strinda | Berg                         | Berg Kirke           | 1972      | Berg           |
| Strinda | Bratsberg                    | Bratsberg Kirke      | 1850      | Bratsberg      |
| Strinda | Charlottenlund               | Charlottenlund Kirke | 1973      | Charlottenlund |
| Strinda | Hoeggen                      | Hoeggen Kirke        | 1997      | Lerkendal      |
| Strinda | Ranheim                      | Ranheim Kirke        | 1933      | Ranheim        |
| Strinda | Strinda                      | Strinda Kirke        | 1900      | Strinda        |
| Strinda | Strindheim                   | Strindheim Kirke     | 1979      | Strindheim     |
| Strinda | Tempe                        | Tempe Kirke          | 1960      | Lerkendal      |

### Teater og musik
Der er spillet skuespil på Trøndelag Teater i Trondheim siden 1816, hvilket gør det til det ældste teater i Skandinavien. Byens andet teater hedder Teaterhuset Avant Garden.
Trondheim har en bred musikscene og er kendt for sine lokalsamfund, der går op i rock, jazz og klassisk musik. De to sidste er anført af musikkonservatoriet ved NTNU og den kommunale musikskole, Trondheim Kommunale Musikk-og Kulturskole, med Trondheim Symfoniorkester og TrondheimSolisterne som de mest kendte navne. Klassiske musikere som violinist Arve Tellefsen, Elise Båtnes, Marianne Thorsen og Nidarosdomens Drengekor stammer fra byen.
Blandt pop- og rockmusikere og bands knyttet til Trondheim kan nævnes: Åge Aleksandersen, Margaret Berger, DumDum Boys, Lasse Marhaug, Gåte, Keep Of Kalessin, Lumsk, Motorpsycho, Kari Rueslåtten, The 3rd og Mortal, TNT, Tre Små Kinesere, The Kids, Casino Steel (fra The Boys), Atrox, Bloodthorn, Manes, vidunderbarnet Malin Reitan og Aleksander With. Den mest populære punkscene er UFFA.
Georg Kajanus, skaberen af Eclection, Sailor og DATA, blev født i Trondheim. Musikproduktionsteamet Stargate startede i Trondheim.

### Film
Trondheim har en livlig filmscene og tre filmfestivaler: Minimalen Kortfilmfestival, Kosmorama Internationale filmfestival i marts og Trondheim Dokumentarfestival i november. Byen har to biografer, Nova kino og Prinsen kino, der begge drives af det kommunale aktieselskab Trondheim Kino.

### Sport
Skisportsstedet Granåsen i Byåsen er jævnligt vært for verdensmesterskaber i skihop, biatlon og langrendsløb. Her afholdtes i 1997 Verdensmesterskaberne i ski – nordiske discipliner. Trondheim forsøgte uden held at blive den norske kandidat til Vinter-OL 2018. Rundt om byen er der gode muligheder for vandring og skiløb, særligt i Bymarka, hvortil man kan komme med sporvogn. Trondheim Golfklub har en ni-huls golfbane på Byåsen. Verdensmesterskaberne i hurtigløb på skøjter har været afholdt på Øya Stadion i 1907, 1911, 1926, 1933 og 1937.
Rosenborg BK er byens bedste fodboldhold og spiller deres hjemmekampe på Lerkendal Stadion. Holdet har vundet norske mesterskaber 26 gange mellem 1967 og 2018 og har indtil 2007 spillet i UEFA Champions League 11 gange. Byåsen IL spiller i kvindernes håndboldliga og er regelmæssigt med i EHF Women's Champions League. De spiller deres hjemmekampe på Trondheim Spektrum. Nidaors IHK spiller i den næstbedste ishockeyliga og har hjemmebane i Leangen Ishall. I Brattøra lige ud til Trondheimsfjorden ligger Pirbadet, Norges mest besøgte svømmehal med omkring 500.000 besøgende om året.
NTNUI Bandy, som har spillet rinkbandy i hjemmekampene i nogle år, er i færd med at få en stor bane.

### Studieliv
Trondheim er stærkt påvirket af studielivet: Studerende udgør næsten en tredjedel af byens befolkning. Studentersamfundet i Trondheim, byens største studenterforening, har til huse i den karakteristiske runde røde bygning fra 1929, som ligger for enden af broen, der krydser Nidelven i sydlig retning fra centrum. Studenterforeningerne har mere end 1.200 frivillige. NTNUI, Norges største sportsforening er domineret af studerende i Trondheim. Studerende står også bag to store kulturfestivaler: UKA og den Internationale Studentfestival i Trondheim (ISFiT). Norges teknisk-naturvitenskapelige universitet (NTNU) har over 200 studenterorganisationer.

### Tusenårssteder
Kommunen har udpeget fem tusenårssteder:
- Ærkebispegården med Hadrians Plads og omkringliggende områder.
- Fyrretræerne ved Skjelbreia.
- Saupstad bydelspark.
- Blusuvold Plads, Kvilhaugen.
- Slupplund.

### Romaner med handling fra Trondheim
I en række romaner foregår hele eller en del af handlingen i Trondheim. En samlet oversigt findes i bibliografien En liten provinsby helt oppe under Nordpolen nesten: diktertekster om 1000 år i Trondheim, redigeret af Einar Rædergård, udgivet 1997.
- Victor Hugo. Fangen på Munkholmen (Han d'Islande).
- Johan Falkberget. Blandt andet romanserien Nattens brød og romanen Bør Børson veksler mellem byen og landsbyer i og omkring Røros.
- Kristian Kristiansen. Blandt andet trilogien, hvis første bind er Adrian Posepilt.
- Peter Egge – en lang række romaner.
- Johan Bojer – en lang række romaner.
- Fredrik Skagen, Idar Lind, Kim Småge, Tore Oksholen og Jørgen Brekke. Flere kriminalromaner.
- Anne B. Ragde. Romanerne Berlinerpoplene, Eremittkrepsene og Ligge i grønne enger. Børnebogsserien Felix-bøkene.
- Erlend Loe. Tatt av kvinnen.
- Sigrid Undset. Blandt andet trilogien om Kristin Lavransdatter.
- Erling Pedersen. Din plass på jorda, første bind i Skredesyklusen.
- Willy Ustad. Bogserierne Fire søsken og Journalisten.
- Fredrik Skagen. Kriminalromanen God natt elskede.
- Frank Schätzing. Spændingsromanen Svermen.
- Jostein Gaarder. Sofies verden.

### Sange om eller i Trondheim
- "Nidelven stille og vakker du er" (Oskar Hoddø).
- "Trondhjæmsnatt" (Åge Aleksandersen).
- "Æ Længte hjæm" (Petter Wavold).
- "Litjvisa mi" (Otto Nielsen).